# Rockstar (singel White’a 2115)
Rockstar – singel polskiego piosenkarza i rapera White’a 2115 z albumu studyjnego Rockstar. Singel został wydany przez wytwórnię SBM Label 20 września 2018 roku. Tekst utworu został napisany przez Sebastiana Czekaja.
Nagranie otrzymało w Polsce status platynowej płyty w 2020 roku.
Singel zdobył ponad 22 milionów wyświetleń w serwisie YouTube (2023) oraz ponad 19 milionów odsłuchań w serwisie Spotify (2023).

## Nagrywanie
Utwór został wyprodukowany przez Deemza. Tekst do utworu został napisany przez Sebastiana Czekaja.

## Twórcy
- White 2115 – słowa[1][2]
- Sebastian Czekaj – tekst[1]
- Deemz – produkcja[1][2]

## Certyfikaty
| Kraj          | Certyfikat      |
| ------------- | --------------- |
| Polska (ZPAV) | platynowa płyta |